# 藤七温泉

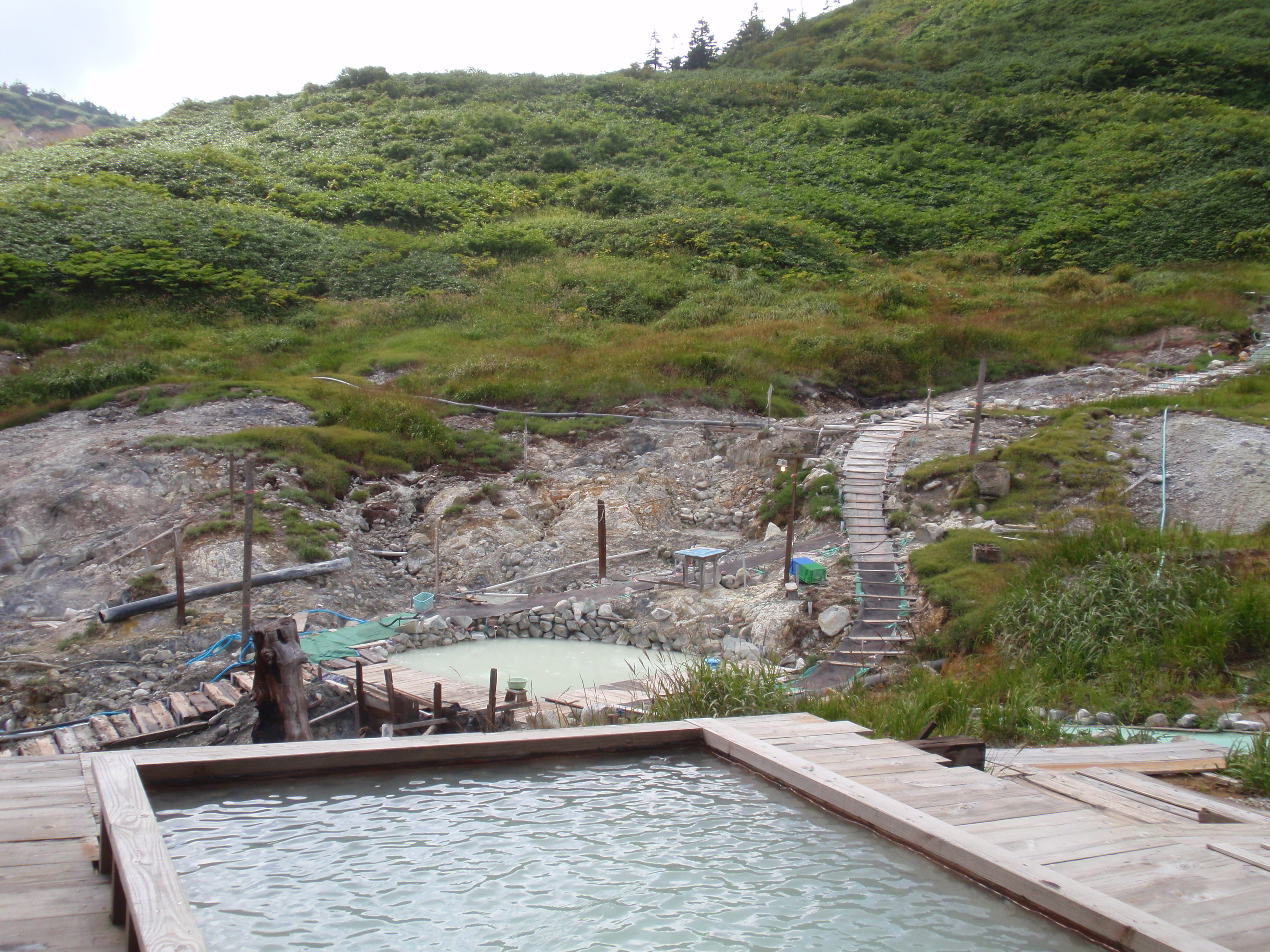
混浴露天風呂

藤七温泉（とうしちおんせん）は、岩手県八幡平市松尾にある温泉。十和田八幡平国立公園内にある。標高は約1400メートルで、東北地方の温泉地としては最も高所にある。八幡平山頂へも近い。

## 泉質
- 単純硫黄泉[1]
  - 底に沈殿した泥を肌に塗りながら入ることができる。白濁した湯[1]は硫黄由来の湯の花による。

## 温泉地
一軒宿の彩雲荘が存在。男女別の内湯・露天風呂、混浴の6つの露天風呂がある。お互いの露天風呂は離れているため、移動時にさえバスタオルを巻いていれば女性でも比較的気を使わずに混浴風呂に入浴できる。全浴槽で源泉掛け流し。日帰り入浴可能。宿泊者は24時間入浴可能。
携帯電話はロビーなど一部でしかつながらない。硫化水素により電気製品の傷みが早く、源泉小屋でつくられる温泉卵は黒く染まる。
冬季はアクセス道路である樹海ラインが閉鎖されるため休業する。

## 歴史
藤七という名の木こりが発見したとされ、温泉名もこれに由来する。但し、異説として坂上田村麻呂による発見説もある。
昭和34年9月3日、藤七温泉を含む八幡平温泉郷が国民保養温泉地に指定された。

## アクセス
- 車：東北自動車道西根ICより約60分。
- 盛岡駅から無料のバスがある[1]。

## 周辺
- 東八幡平温泉
- 八幡平温泉郷
  - 玉川温泉
  - 後生掛温泉
  - 蒸ノ湯温泉
  - 大深温泉
  - 大沼温泉